# Градище (Габрово, Гевгелийско)
Вижте пояснителната страница за други значения на Градище.
Градище  или Марков манастир (на македонска литературна норма: Градиште, Марков Манастир) е крепост, съществувала през късната античност и средновековието, разположена над гевгелийското село Габрово, Северна Македония.

## Местоположение
Градище е разположено на 1,3 km северно от Габрово, на 2 km на изток североизток от Петрово и на 4 km от Вардарския път. Представлява стръмен рид, висок 100 m на 300 m надморска височина над устието на Петровската река и Калица в Стара река. Достъпът до рида е през тесно седло от югозапад. Край рида минава локалният път по долинката на Стара река към планинския проход Калугерска чука и нататък в долината на Змиорница и Дошница и излиза на Вардарския път при Демир Капия. Така се заобикаля дългата 16 km Градешка клисура между Демир Капия и Удово.

## Антични останки
В ранновизантийската епоха на върха е изградена твърдина с триъгълна основа, размери 110 х 120 m (0,6 ha) и с издадени кули на ъглите. Вътрешна стена отделя южния най-висок дял като малък Горен град (акропол). По повърхността има парчета късноантична керамика, тегули и желязна сгур. В планините на югозапад от кастела има следи от разработване на медни и железни рудници.

## Средновековни останки
Крепостта се използва и през средновековието. От периода са открити парчена гледжосана византийска керамика, монети — медни скифати от XIII век (латински имитации) и други. Стената на акропола е била обновена, както и кулите на югозападния и югоизточния ъгъл. Югоизточната кула има подковообразна основа и по формата, големината и ориентацията напомня на църква.
При разпада на Византийската империя и отделянето на земите в Повардарието в XIII и XIV век границата е южно от Демир Капия и този граничен кастел е контролирал граничните проходи, както на Вардарския път в Градешката клисура, така и на заобиколния път.